# Sproxil
Sproxil, Inc. — американская частная компания, обеспечивающая потребителей (в основном в Африке) мобильной проверкой подлинности товаров (в основном лекарственных препаратов) под сопутствующим брендом Mobile Product Authentication (MPA).
Основной декларируемой целью компании является снижения числа смертей и побочных нежелательных последствий от употребления/использования поддельной продукции.
Партнёров в деятельности компании привлекает защита их брендов от контрафактной продукции.

## Организация
Компания Sproxil основана на базе Ганской компании mPedigree в 2008 году Ашифи Гого (англ. Ashifi Gogo), который и является её руководителем с момента основания и Брайтом Саймонсом (англ. Bright Simons).
Штаб-квартира компании расположена в Сомервилле (Массачусетс, США).
Деятельность компании сосредоточена в США, Нигерии, Индии, Кении, Гамбии и Гане.
В 2011 году деятельность компании поддержал один из лидеров рынка инвестиций воздействия фонд Acumen.

## Деятельность
Товары, чьи компании сотрудничают с Sproxil, помечаются дополнительной этикеткой, под стираемым защитным слоем которой находится индивидуальный 12-значный код.
Бесплатно отправив код через мобильный телефон (преимущественно посредством SMS или мобильное приложение) на указанный номер, потребитель получает информацию о подлинности товара — подтверждение или указание на его сомнительное происхождение и номер, куда можно сообщить о его покупке.
По мнению сторонников деятельности компании, подобным образом удаётся снизить число смертей и побочных нежелательных эффектов от поддельных товаров.
При этом эксперты оценивают число смертей от приёма поддельных препаратов только лишь от малярии в 700 000 ежегодно («можно было предотвратить 200 000» — ВОЗ), а оборот контрафактной продукции в целом по данным Всемирной таможенной организации — в 200 млрд долларов США (например, по данным Всемирной организации здравоохранения — 30 % рынка лекарственных препаратов развивающихся стран).
Генерации защитного кода основана на технологии асимметричного шифрования.

## Показатели деятельности
В 2010 году, после гибели 84 детей, отравившихся поддельными препаратами, Национальное агентство Нигерии по пищевым продуктам и медикаментам (NAFDAC) приступило к пилотному проекту по использованию защитных этикеток Sproxil.
Считается, что подобная технология была применена в рамках государственной программы впервые в мире.
На 2011 год компания реализовала более 5 млн стикеров, подтверждающих аутентичность товара.

## Награды и премии
Деятельность Sproxil отмечена рядом профильных премий.
В 2014 году Фонд Шваба назвал основателя Sproxil Ашифи Гого социальным предпринимателем года.